# Calamus macrorhynchus
Calamus macrorhynchus là loài thực vật có hoa thuộc họ Arecaceae. Loài này được Burret mô tả khoa học lần đầu tiên vào năm 1937.